# Persona Q2: New Cinema Labyrinth
Persona Q2: New Cinema Labyrinth (ペルソナQ2 ニューシネマ ラビリンス Perusona Kyū Tsū nyū shinema rabirinsu)  es un videojuego mazmorras y rol desarrollado y publicado por Atlus para la Nintendo 3DS. Es una derivación de la historia principal, ambientado del mundo de la saga Persona, que forma parte de la franquicia Megami Tensei, Es a su vez es  una secuela de Persona Q: Shadow of the Labyrinth. Fue publicado en Japón en noviembre de 2018, y en todo el mundo en junio de 2019.

## Argumento
La historia del juego se centra en el reparto de Persona 3, Persona 4, y Persona 5. Durante un viaje a Mementos, Joker y el resto de los Phantom Thieves of Hearts se encuentra en una película, el cual está conectado a un teatro que está cerrado por dentro. Con Makoto y Haru secuestrados, los Phantom Thieves of Hearts conocen a Nagi y Hikari en el teatro, quiénes también están encerrados con ellos, así como Doe, una Sombra en la habitación de proyección. Cuando Phantom Thieves se aventuran a través de películas, conocen a varios aliados a lo largo del camino: al protagonista femenino de Persona 3 en Kamoshidaman, al Equipo de Investigación en Junessic Land, y SEES en A.I.G.I.S, todos ellos quiénes han caído al mundo de película durante un viaje rutinario al Mundo de televisión y Tartarus.
Cada una de las películas por las que viaja el grupo tiene una moraleja en torno a descartar la individualidad y la personalidad y ajustarse a las expectativas de los demás. Mientras viajan, el grupo cambia los finales de las películas, dándoles finales felices mientras Hikari y Nagi observan desde el cine. Al regresar, Doe les entrega una llave que abre cada una de las 4 cerraduras de la puerta.
Al abrir la tercera cerradura, Hikari es presuntamente secuestrada por Doe, que escapa a la cuarta película, un musical con el título en negro. Mientras exploran la película, el grupo descubre los recuerdos de Hikari; a lo largo de su vida, ha sufrido repetidamente experiencias traumáticas que le han hecho creer que la individualidad no vale nada, lo que ha culminado en una depresión extrema y en que se ha encerrado en su habitación como resultado. Su padre le compró un cuaderno para animarla, pero en lugar de ello acabó provocando su desmoronamiento. Doe se revela como una representación del padre de Hikari, y ambos comparten un abrazo tras una batalla con un Doe desbocado. Doe se transforma entonces en la llave final, y el título de la película se revela como "Hikari".
Con todas las cerraduras abiertas, el grupo sale del cine, sólo para descubrir un mundo de película ante ellos. Nagi revela entonces su verdadera naturaleza como Enlil, un ser que atrae a las personas deprimidas a su mundo y las hace volver a ver sus recuerdos, atrapándolas allí con su propia falta de deseo de escapar. Utilizando las películas editadas por Hikari, el grupo purifica el Distrito de los Teatros y envía una tarjeta de visita a Enlil. Tras una batalla culminante con la ayuda de Hikari, el grupo derrota a Enlil y le hace ver las posibilidades de la humanidad.
Los habitantes de sus dominios son liberados, pero sus memorias son borradas y no recuerdan nada de lo sucedido. Antes de partir, los grupos se despiden y se van, con Hikari despidiéndose con lágrimas en los ojos. Hikari despierta en la realidad, y se reconcilia con su padre mientras expresa su deseo de crear su película. El reparto de Persona 3 y Persona 4 se despierta y ven sus respectivas películas, incluyendo la versión alternativa del reparto de Persona 3. El reparto de Persona 5 se despierta y más tarde recibe una invitación a un festival de cine al que asisten. Mientras asisten, Hikari sale y anuncia su nueva película, "New Cinema Labyrinth".

## Desarrollo y lanzamiento
El director de Persona Q Daisuke Kanada había imaginado originalmente el juego como la base de una serie derivada más amplia en lugar de un proyecto en solitario. Tras el lanzamiento y la buena acogida de Persona 5, Atlus decidió crear una secuela de Persona Q que incluyera al reparto de Persona 5. El desarrollo completo para Persona Q2 comenzó tras la finalización de Persona 5 en 2016, con Kanada regresando como productor; el director era Yuta Aihara. Basado en la retroalimentación de Persona Q, el equipo refinó las mecánicas de juego y equilibró la dificultad para su secuela. Asimismo, se incorporaron nuevos personajes originales y al reparto de Persona 5. Debido a demanda de los seguidores, el protagonista femenino de Persona 3 Portátil también se incluyó como personaje jugable. Con el fin de mantener la historia bien enfocada, no hubo opción de elegir el grupo de protagonistas. En su lugar, la historia se centró principalmente en los protagonistas de Persona 5 Como parte de su propuesta original, se atenuaron o eliminaron los elementos de terror del juego original y se simplificó la jugabilidad general para los nuevos jugadores. Aihara incluyó los elementos de la historia "Proyecciones especiales" basándose en su gusto por los "Paseos" de Persona Q.
El Compositor Atsushi Kitajoh, compositor de la banda de sonora de Persona Q y otros videojuegos de la saga Persona , regreso para crear nuevos temas para Persona Q2. Sus palabras claves para la música fueron "Retro", "Pop", y "Kitsch". Los temas vocales corrieron a cargo de Yumi Kawamura (Persona 3), Mayumi Fujita (Persona 3 Portable), Shihoko Hirata (Persona 4) y Lyn Inaizumi (Persona 5). El rapero Lotus Juice, que contribuyó a la serie con frecuencia desde Persona 3, también apareció en varios temas. El tema de apertura, "Road Less Taken", era una actuación de cuarteto de Kawamura, Hirata, Lyn y Lotus Juice..
Persona Q2 se anunció por primera vez en agosto de 2017 junto a espín amigo-de títulos Persona 5: Dancing in Starlight and Persona 3: Dancing in Moonlight. El anuncio oficial llegó en agosto del año siguiente, donde salió a la venta en Japón el 29 de noviembre de 2018 El juego salió a la venta en Norteamérica y Europa el 4 de junio de 2019, junto con un "Showtime Premium Edition". A diferencia de los juegos de Persona localizados anteriormente, el juego no cuenta con un doblaje en inglés.

## Recepción
El juego estuvo nominado para  "Game, Franchise Role Playing" en los Premios NAVGTR.